# Ciénega de Juana Ruiz
Ciénega de Juana Ruiz är en ort i Mexiko.   Den ligger i kommunen San Miguel de Allende och delstaten Guanajuato, i den centrala delen av landet, 240 km nordväst om huvudstaden Mexico City. Ciénega de Juana Ruiz ligger 1 887 meter över havet och antalet invånare är 466.
Terrängen runt Ciénega de Juana Ruiz är platt åt nordost, men åt sydväst är den kuperad. Runt Ciénega de Juana Ruiz är det ganska tätbefolkat, med 96 invånare per kvadratkilometer. Närmaste större samhälle är San Miguel de Allende, 12,8 km öster om Ciénega de Juana Ruiz. I omgivningarna runt Ciénega de Juana Ruiz växer huvudsakligen savannskog.